# A・D -天使の嘘-
『A・D -天使の嘘-』（ANGEL'S DOUBT（エンジェルズ・ダウト） てんしのうそ）は、あきによる日本の漫画。『クロフネZERO』（リブレ出版）にて連載中。単行本は2巻まで発売（2011年12月現在）。

## あらすじ
名門貴族の四男・フォースは「極楽鳥」と称される程の派手な見た目に加えて金遣いが荒く態度は横暴。悪い噂ばかりのフォースとは対照的に評判がよく優秀な英理は、フォースの周りに集まっている者達が異端と呼ばれながらも素晴らしいものを作る著名な人物達であることに気付く。互いの人生に関わらないと思われた2人だったが、フォースの使用人・りくとを介して運命の出会いを果たす。
しばらくして、かつて鉱山で栄えた港町・ガランシアからそれぞれ招待状を受けたフォースと英理は行動をともにすることになるが……！？
本物の価値と、偽者の価値。その価値は、一体誰が決めるのか――？　貴族が織り成す光と闇、極彩色の人間模様、開演。

## 登場人物
フォース・カルアンセス
主人公。国一番の権力を誇る貴族・カルアンセス家の四男坊。派手な服装で悪目立ちしていることから「極楽鳥」の異名を持つ。諸国見聞という名目でグルメツアーを行っており、各地で湯水のごとく家の金を遣っている。自身の悪い噂は事実だとばかりに粗暴に振る舞う問題児。
英理・ロレンス（えいり ロレンス）
今や名門となりつつある大富豪・ロレンス家の次男。家柄、顔、頭脳ともに良しで、雑誌のモデルもしているため特に女性からの人気が厚い。常に微笑を絶やさない落ち着いた物腰で、ハズレくじを見たことがない程の強運の持ち主。やりたくないことは断固としてやらない性格。フォース達に興味を持つ。
りくと
フォースとともに旅をする使用人の少年。愛称・りく。恐ろしく運が悪く、よく水難に遭っている。超人的な五感と記憶力の持ち主で、一度見たものを精巧に再現することができる技術を持つ。
一見、無邪気で天然でドジだが、何を考えているのか計り知れないところがある。フォースを世界で一番かっこいい人物だと思っている。
ジズ
フォースの執事。使用人だがフォースがあまりにも問題を起こすため彼に対して敬語を使わず、乱暴な口調で怒鳴りつけたり暴力を振るったりする。ことあるごとにフォースやりくとを躾けようとするが、いつも徒労に終わっている。フォース達が起こす面倒に振り回され気苦労が絶えない。
米田（よねだ）
英理の使用人。英理のことを誇りに思っている、真面目で心配性な性格。英理が幼少の頃から仕えている童顔の30代。

## 書籍情報
- あき 『A・D -天使の嘘-』 リブレ出版〈ゼロコミックス〉、既刊2巻

1. 2010年3月10日発売　ISBN 978-4-862-63748-2
2. 2011年12月10日発売　ISBN 978-4-799-71058-6